# Antonio Barluzzi
Antonio Barluzzi (26. září 1884, Řím - 14. prosince 1960, Řím) byl italský architekt, který na objednávku františkánské Kustodie Svaté země provedl řadu staveb ve Svaté zemi, takže je přezdíván "architekt Svaté země".

## Stručný životopis
Narodil se jako třinácté dítě v rodině Camilla Barluzziho a Marie Anny Busiri-Vici, která pocházela z rodiny, bydlící nedaleko Vatikánu a po několik generací činné v papežských službách. Jeho dědeček z matčiny strany byl Andrea Busiri Vici, dvorní architekt papeže Pius IX. Pia IX., zodpovědný za úpravy Svatopetrské baziliky ve Vatikánu. 
V Římě Barluzzi absolvoval Lyceum Umberta I. pod vedením Giulia Salvadoriho. Po ukončení školy uvažoval o vstupu do semináře, ale na radu zpovědníka, Otce Corrada, který Barluzziho pobízel k vyššímu vzdělání, navštěvoval v letech 1902–1907 římskou univerzitu Sapienza, kde získal titul architekta a stavebního inženýra.  
První léta praxe strávil se svým starším bratrem Giuliem na projektech staveb v Itálii (1909-1912) a na Blízkém Východě (1913-1914).
Těsně před 1. světovou válkou začal pracovat v Jeruzalémě na stavbě nemocnice Italské misijní společnosti o 100 lůžkách. V Jeruzalémě  jej oslovil otec Razzoli, který stál v čele Františkánské kustodie Svaté země, aby zhotovil plány pro baziliku Proměnění Páně na hoře Tábor. 
Po vypuknutí první světové války byl povinen vrátit se do Itálie. Nejdříve vstoupil do římského semináře u sv. Jana v Lateránu, ale po několika týdnech dostal povolávací rozkaz do armády. V hodnosti četaře pracoval na vojenském fortifikačním úřadu v Římě ve vedení archeologických vykopávek Andělského hradu a následných stavebních pracích. V roce 1918 se s italskou armádou účastnil kampaně proti osmanským Turkům na Sinaji a v Palestině, až po bitvu o Jeruzalém. 
V Palestině se setkal s otcem Ferdinandem Diotallevim O.F.M, který nově stanul v čele Františkánské kustodie Svaté země, a požádal Barluzziho o realizaci plánů baziliky na hoře Tábor, současně ho požádal o projekt kostela v Getsemanech. Barluzzi v roce 1924 dokončil Kostel všech národů v Getsemanech a kostel Proměnění Páně na hoře Tábor. 
Politicky byl Barluzzi silně pravicově a nacionalisticky orientován,  v letech 1927–1937 dělal tajemníka jeruzalémské pobočky fašistické strany, založené Mussolinim.
Během druhé světové války Barluzzi dělal na Sardinii stavební práce pro františkány a kapucíny. V Itálii pak zůstal až do roku 1947. Během této doby projektoval velký chrám u Božího hrobu. 
Ve Svaté zemi pracoval s přestávkami až do roku 1958. Za své poslední dílo ve Svaté zemi považoval projekt chrámu Zvěstování v Nazaretu, na nějž obdržel zálohu. Projekt byl však zrušen a Barluzzi, stižen srdečním infarktem, byl přinucen k návratu do Itálie, kde v roce 1960 zemřel.

## Členství
Byl františkánským terciářem, v roce 1923 byl jmenován komturem Řádu Božího hrobu, a byl také komturem Maltézského řádu.

## Dílo (výběr)
- 1912-1919 : Italská nemocnice v Jeruzalémě, spolu s bratrem Giuliem.
- 1919–1924 : Kostel všech národů v Jeruzalémě (Bazilika Agónie Páně)
- 1921–1924 : Bazilika Proměnění Páně (hora Tábor, Izrael)
- 1927      : Kolej Terra sancta v Jeruzalémě
- 1927–1929 : Kostel Bičování Páně na Via Dolorosa v Jeruzalémě
- 1937–1938 : Kostel Blahoslavenství na Hoře Blahoslavenství v Galileji
- 1952–1953 : Kostel svatého Lazara v Betánii
- 1953      :  Kaple Gloria in excelsis Deo na Poli pastýřů v Bajt Sahur nedaleko Betléma
- 1954–1955 : Kostel Dominus Flevit v Jeruzalémě
- 1955 (dokonč.) : Kostel Navštívení v Ejn Kerem (Jeruzalém)